# Mario Gosselin
Pour les articles homonymes, voir Mario Gosselin (hockey sur glace) et Gosselin.
Mario Gosselin est un pilote automobile de stock-car né à Scott, dans la région de la Beauce au Québec (Canada), le 20 octobre 1971. Déménagé en Floride, aux États-Unis, avec ses parents en 1981, il habite maintenant à Lake Wales.

## Biographie
En 1990, à 18 ans, il remporte le championnat local de la piste Hialeah Speedway en Floride dans la classe Pure Stock. Nommé recrue de l'année de la catégorie Late Model en 1992, il continue de cumuler les succès locaux avant de remporter un premier championnat d'importance en 1995, celui de la série USAR Hooters Late Model. Deux ans plus tard, il est champion de la série Hooters Pro Cup avec cinq victoires en onze courses. Il terminera 2e et 3e au cours des deux années subséquentes dans cette même série, triomphant cinq autres fois à chacune des deux saisons. En 1999, il devient le premier pilote à signer la pole position et la victoire dès sa première course en série ARCA au Charlotte Motor Speedway en Caroline du Nord. 
En 2004, il devient le deuxième pilote d'origine québécoise à se qualifier pour une épreuve de la NASCAR Cup Series, après Yvon Duhamel (en). Encore inconnu des amateurs de course automobile québécois, c'est à cette occasion qu'il commence à faire parler de lui dans sa province d'origine. En 2005, il est invité à participer à la première course LMS à être présentée à l'Autodrome Chaudière de Vallée-Jonction pour une épreuve de la Série nationale Castrol. Au cours des années suivantes, il fera quelques apparitions dans cette même série (devenue Série ACT Castrol en 2007), remportant deux victoires durant le même week-end à l'Autodrome Montmagny en 2008.
En 2008, il participe à six courses de la série NASCAR Camping World Truck. Il se qualifiera pour 15 épreuves en 2009 avant de faire la saison complète en 2010. Il terminera 16e au championnat. Au total, il cumulera deux top 10, son meilleur résultat étant une 6e place au Talladega Superspeedway le 31 octobre 2009.

## Résultats en NASCAR Sprint Cup
| Date             | Piste                 | Départ | Arrivée |
| ---------------- | --------------------- | ------ | ------- |
| 24 octobre 2004  | Martinsville Speedway | 42     | 41      |
| 14 novembre 2004 | Darlington Raceway    | 43     | 41      |

## Victoires en série ARCA
- 22 mai 1999 Charlotte Motor Speedway, Concord NC
- 9 août 2003 Nashville Superspeedway, Lebanon Tennessee
- 12 août 2006 Nashville Superspeedway, Lebanon TN

## Victoires en Hooters Pro Cup
- 19 avril 1997 Southampton Motor Speedway, Capron VA
- 10 mai 1997 Southern National Raceway Park, Kenly NC
- 25 mai 1997 Birmingham International Raceway, Birmingham Alabama
- 2 août 1997 Orange County Speedway, Rougemont NC
- 20 septembre 1997 South Boston Speedway, South Boston VA
- 1er mars 1998 USA International Speedway, Lakeland FL
- 4 avril 1998 Gresham Motorsports Park, Jefferson GA
- 19 juin 1998 Southampton Motor Speedway, Capron VA
- 3 octobre 1998 Florida Speed Park
- 31 octobre 1998 Tri-County Motor Speedway, Hudson NC
- 17 avril 1999 Myrtle Beach Speedway, Myrtle Beach Caroline du Sud
- 29 mai 1999 Concord Motorsports Park, Concord NC
- 12 juin 1999 USA International Speedway, Lakeland FL
- 24 juillet 1999 Motor Mile Speedway, Radford VA
- 6 août 1999 Tri-County Motor Speedway, Hudson NC
- 11 novembre 2000 Florida Speed Park
- 4 août 2001 Hickory Motor Speedway, Hickory NC
- 18 août 2001 South Boston Speedway, South Boston VA
- 16 août 2003 Gresham Motorsports Park, Jefferson GA

## Victoires en Série ACT Castrol
- 23 août 2008 Autodrome Montmagny, Montmagny QC
- 24 août 2008 Autodrome Montmagny, Montmagny QC